# ハイセイコー記念
ハイセイコー記念（ハイセイコーきねん）は、特別区競馬組合が大井競馬場で施行する地方競馬の重賞競走（SI）である。

## 概要
1968年に青雲賞として、南関東公営競馬の所属馬限定・サラブレッド系3歳（当時の馬齢表記。現表記・2歳）による競走として創設。1972年の第5回競走で優勝し、その後中央競馬に移籍して国民的人気を得たハイセイコー（2000年に死亡）を記念して、2001年から現在の競走名に改称された。ハイセイコーはこの競走のレコードタイム（1分39秒2）を未だに保持している。
2009年及び2011年、2020年からは未来優駿シリーズに選定された。2020年現在、全日本2歳優駿トライアルとなっている。
2020年より、全日本2歳優駿への路線を確立するため、グレードをSIに格上げして施行する。
2021年からは2歳チャンピオンシリーズの対象競走にも指定されている。

### 条件・賞金等（2024年）
出走条件
サラブレッド系2歳、南関東所属
- ゴールドジュニアで上位2着までに入った馬に優先出走権がある。

負担重量
定量。55kg、牝馬54kg（南半球産3kg減）。
賞金額
1着2,200万円、2着770万円、3着440万円、4着220万円、5着110万円、着外手当20万円。
副賞
特別区競馬組合管理者賞、地方競馬全国協会理事長賞
優先出走権付与
優勝馬に全日本2歳優駿の優先出走権が付与される。

## 歴史

### 年表
- 1968年 - 3歳の競走馬による重賞競走「青雲賞」の名称で創設、大井競馬場・ダート1600mで第1回が施行された。
- 1972年 - 無敗馬ハイセイコーが優勝。
- 1988年 - 1着賞金が1300万円に増額。
- 1989年 - 1着賞金が1500万円に増額。
- 1990年 - 1着賞金が1900万円に増額。
- 1991年 - 1着賞金が2200万円に増額。
- 1992年 - 1着賞金が2500万円に増額。
- 1994年 - 1着賞金が2000万円に減額。
- 1995年 - 南関東地区のグレード制施行により、南関東G2に格付け。
- 1997年 - 1着賞金が2100万円に増額。
- 1999年 - 1着賞金が2000万円に減額。
- 2001年
  - 馬齢表記を国際基準へ変更したのに伴い、競走条件を「3歳」から「2歳」に変更。
  - 名称を「ハイセイコー記念」に変更。
- 2004年 - ファンファーレを「駿馬、翔ぶ」に変更。
- 2007年 - 日本のパートI国昇格に伴い、格付表記をSIIに変更。
- 2011年
  - 1着賞金が1800万円に減額。
  - ファンファーレを「準重賞・重賞」に変更。
- 2018年 - 売得金額が3億5237万4000円を記録し、本競走1レースの売上レコードを更新。当日の入場者数は6554人を記録した。
- 2020年
  - SIに格上げ。
  - 1着賞金が2200万円に増額。
  - 売得金額が3億6195万3700円を記録し、本競走1レースの売上レコードを更新。当日の入場者数は486人を記録した。
- 2021年
  - 当年から2歳チャンピオンシリーズの対象競走に指定される。
  - 売得金額が6億8994万4500円を記録し、本競走1レースの売上レコードを更新。当日の入場者数は704人を記録した。
- 2023年 - 売得金額が6億9422万5100円を記録し、本競走1レースの売上レコードを更新。当日の入場者数は4309人を記録した。

## 歴代優勝馬
Rはレースレコードタイム
| 回数   | 施行日         | 優勝馬             | 性齢 | 所属 | タイム   | 優勝騎手   | 管理調教師 | 馬主                         |
| ------ | -------------- | ------------------ | ---- | ---- | -------- | ---------- | ---------- | ---------------------------- |
| 第1回  | 1968年12月1日  | カミヤス           | 牡3  | 船橋 | 1:43.1   | 溝辺正     | 安藤栄作   | 安達保多                     |
| 第2回  | 1969年12月2日  | タマプチー         | 牡3  | 大井 | 1:41.2   | 赤間清松   | 竹内美喜男 | 花田まさ                     |
| 第3回  | 1970年11月16日 | フジプリンス       | 牡3  | 船橋 | 1:42.2   | 赤間清松   | 出川己代造 | 出川日出                     |
| 第4回  | 1971年11月12日 | パールナデイア     | 牡3  | 浦和 | 1:42.2   | 松浦備     | 川村忠夫   | 深田清                       |
| 第5回  | 1972年11月27日 | ハイセイコー       | 牡3  | 大井 | R:1:39.2 | 高橋三郎   | 伊藤正美   | （有）王優                   |
| 第6回  | 1973年12月21日 | オロマツホース     | 牡3  | 船橋 | 1:42.1   | 桑島孝春   | 米山仲司   | 蒲生牧子                     |
| 第7回  | 1974年11月15日 | シタヤロープ       | 牡3  | 船橋 | 1:41.6   | 佐々木竹見 | 江口勇     | 高氏茂二                     |
| 第8回  | 1975年11月17日 | リツリンサカエ     | 牡3  | 大井 | 1:41.7   | 宮浦正行   | 中野要     | 熊切蓮造                     |
| 第9回  | 1976年11月4日  | サンコーモンド     | 牡3  | 大井 | 1:41.7   | 赤間清松   | 竹内美喜男 | （有）兼正商事               |
| 第10回 | 1977年11月21日 | リマンドタイコウ   | 牝3  | 大井 | 1:40.6   | 高橋三郎   | 鈴木冨士雄 | （資）太興                   |
| 第11回 | 1978年11月6日  | マイリマンド       | 牡3  | 大井 | 1:40.0   | 高橋三郎   | 菊池千秋   | 古川一男                     |
| 第12回 | 1979年11月13日 | タガワテツオー     | 牡3  | 大井 | 1:40.5   | S.コーゼン | 大塚三郎   | 田川金作                     |
| 第13回 | 1980年11月18日 | ステイード         | 牡3  | 大井 | 1:40.1   | 高橋三郎   | 朝倉文四郎 | 粟田攻                       |
| 第14回 | 1981年11月24日 | ホスピタリテイ     | 牡3  | 大井 | 1:41.1   | 西川栄二   | 朝倉文四郎 | 渡辺泰子                     |
| 第15回 | 1982年12月2日  | チユウオーリーガル | 牡3  | 大井 | 1:40.0   | 佐々木洋一 | 田村勝男   | （有）中央牧場               |
| 第16回 | 1983年11月24日 | ブリージーラツド   | 牡3  | 大井 | 1:41.7   | 松本勉     | 秋谷元次   | 栗林英雄                     |
| 第17回 | 1984年11月27日 | テイオーカン       | 牡3  | 大井 | 1:41.8   | 的場文男   | 朝倉文四郎 | 古岡秀人                     |
| 第18回 | 1985年11月20日 | タカシマリーガル   | 牡3  | 大井 | 1:43.0   | 宮浦正行   | 武智一夫   | 石島いと                     |
| 第19回 | 1986年11月26日 | ダイゴクランド     | 牡3  | 浦和 | 1:45.7   | 本間光雄   | 川村忠夫   | 川井五郎                     |
| 第20回 | 1987年11月25日 | ナスノダンデー     | 牡3  | 大井 | 1:45.5   | 宮浦正行   | 福島酉次   | 久保タネ                     |
| 第21回 | 1988年11月30日 | リバテイリツチ     | 牡3  | 大井 | 1:47.1   | 鈴木啓之   | 小筆昌     | 宗像進                       |
| 第22回 | 1989年11月27日 | マスコツトキング   | 牡3  | 川崎 | 1:44.5   | 佐々木竹見 | 岩本亀五郎 | 本多佳治                     |
| 第23回 | 1990年11月21日 | フジノリニアー     | 牝3  | 川崎 | 1:45.4   | 野崎武司   | 山崎三郎   | 野武芳夫                     |
| 第24回 | 1991年11月14日 | ナイキゴージャス   | 牡3  | 大井 | 1:43.5   | 的場文男   | 長沼正義   | 小野誠治                     |
| 第25回 | 1992年12月2日  | ブルーファミリー   | 牡3  | 大井 | 1:41.6   | 的場文男   | 栗田繁     | 河本正男                     |
| 第26回 | 1993年11月29日 | サブノトウシヨウ   | 牡3  | 大井 | 1:43.5   | 秋吉和美   | 矢作和人   | 中川三郎                     |
| 第27回 | 1994年11月28日 | ジョージタイセイ   | 牡3  | 大井 | 1:42.4   | 藤村和生   | 武森辰己   | 齊藤哲重                     |
| 第28回 | 1995年11月30日 | バクシンマーチ     | 牡3  | 大井 | 1:42.6   | 張田京     | 荒井勝弘   | 米山清一                     |
| 第29回 | 1996年11月15日 | セイントサブリナ   | 牝3  | 大井 | 1:43.2   | 張田京     | 荒井勝弘   | 内海正章                     |
| 第30回 | 1997年11月18日 | ゴールドヘッド     | 牡3  | 大井 | 1:43.6   | 的場文男   | 蛯名末五郎 | 中田和宏                     |
| 第31回 | 1998年11月11日 | ハイフレンドアトム | 牡3  | 大井 | 1:43.7   | 的場文男   | 栗田裕光   | 高橋顯輔                     |
| 第32回 | 1999年11月10日 | イチコウキャプテン | 牡3  | 大井 | 1:45.1   | 藤村和生   | 矢作和人   | 市川弘                       |
| 第33回 | 2000年11月17日 | レオボストン       | 牡3  | 大井 | 1:42.5   | 鷹見浩     | 栗田泰昌   | 田中竜雨                     |
| 第34回 | 2001年11月1日  | スオウリージェント | 牡2  | 大井 | 1:43.2   | 森下博     | 庄子連兵   | 磯部尭                       |
| 第35回 | 2002年10月16日 | スオウライデン     | 牡2  | 大井 | 1:42.0   | 森下博     | 庄子連兵   | 磯部尭                       |
| 第36回 | 2003年11月26日 | シルクビート       | 牡2  | 大井 | 1:41.2   | 的場文男   | 矢作和人   | （株）ワンアップアドバイザー |
| 第37回 | 2004年11月11日 | トウケイファイヤー | 牡2  | 大井 | 1:40.7   | 有年淳     | 矢作和人   | 東京都競馬（株）             |
| 第38回 | 2005年11月16日 | アタゴハヤブサ     | 牡2  | 大井 | 1:41.2   | 的場文男   | 蛯名末五郎 | 坪野谷和平                   |
| 第39回 | 2006年11月8日  | ロイヤルボス       | 牡2  | 川崎 | 1:41.3   | 内田博幸   | 長谷川茂   | （有）スタッグ・ワールド     |
| 第40回 | 2007年11月28日 | ヴァイタルシーズ   | 牡2  | 川崎 | 1:41.9   | 酒井忍     | 武井榮一   | 松崎務                       |
| 第41回 | 2008年11月12日 | ナイキハイグレード | 牡2  | 船橋 | 1:41.9   | 戸崎圭太   | 川島正行   | 小野誠治                     |
| 第42回 | 2009年11月4日  | ショウリュウ       | 牡2  | 大井 | 1:42.9   | 的場文男   | 市村誠     | 渡邊千鶴                     |
| 第43回 | 2010年11月10日 | セルサス           | 牡2  | 船橋 | 1:41.4   | 石崎駿     | 佐藤賢二   | （有）エッジ                 |
| 第44回 | 2011年10月12日 | ドラゴンシップ     | 牝2  | 船橋 | 1:42.7   | 御神本訓史 | 川島正行   | 窪田康志                     |
| 第45回 | 2012年11月14日 | ソルテ             | 牡2  | 大井 | 1:43.2   | 金子正彦   | 寺田新太郎 | （株）フロンティア・キリー   |
| 第46回 | 2013年10月16日 | ブラックヘブン     | 牡2  | 大井 | 1:42.2   | 有年淳     | 鷹見浩     | （株）BETTER LIFE CORP       |
| 第47回 | 2014年11月12日 | ストゥディウム     | 牡2  | 船橋 | 1:41.7   | 石崎駿     | 矢野義幸   | （株）Nicks                  |
| 第48回 | 2015年10月14日 | トロヴァオ         | 牡2  | 大井 | 1:41.2   | 本田正重   | 荒山勝徳   | （有）キャロットファーム     |
| 第49回 | 2016年11月17日 | ミサイルマン       | 牡2  | 大井 | 1:43.0   | 笹川翼     | 森下淳平   | 山口裕介                     |
| 第50回 | 2017年11月1日  | ハセノパイロ       | 牡2  | 船橋 | 1:42.2   | 本田正重   | 佐藤賢二   | 長谷川文夫                   |
| 第51回 | 2018年11月14日 | ラプラス           | 牡2  | 大井 | 1:43.8   | 矢野貴之   | 藤田輝信   | 吉田勝己                     |
| 第52回 | 2019年11月13日 | ゴールドビルダー   | 牡2  | 船橋 | 1:42.7   | 森泰斗     | 佐藤賢二   | 居城寿与                     |
| 第53回 | 2020年11月17日 | アランバローズ     | 牡2  | 船橋 | 1:40.8   | 左海誠二   | 林正人     | 猪熊広次                     |
| 第54回 | 2021年11月17日 | ノブレスノア       | 牡2  | 浦和 | 1:42.6   | 森泰斗     | 小久保智   | 島川隆哉                     |
| 第55回 | 2022年11月16日 | マンダリンヒーロー | 牡2  | 大井 | 1:41.7   | 矢野貴之   | 藤田輝信   | 新井浩明                     |
| 第56回 | 2023年10月31日 | ダテノショウグン   | 牡2  | 大井 | 1:42.5   | 御神本訓史 | 森下淳平   | 鈴木雅俊                     |
| 第57回 | 2024年11月6日  | スマイルマンボ     | 牡2  | 大井 | 1:42.6   | 矢野貴之   | 坂井英光   | 山田徳光                     |

- 競走名：第1回 - 第33回 青雲賞、第34回 - ハイセイコー記念
- 格付け：第29回 - 第39回（南関東G2）、第40回 - 第52回（SII）、第53回 -（SI）
- 距離：第1回 - 第34回・第37回 - ダート1600m、第35回 - 第36回 ダート1590m
- 出走条件：サラブレッド系2歳馬・南関東公営競馬所属
- 2000年以前の優勝馬の馬齢は旧表記を用いる。

出典：南関東4競馬場公式「ハイセイコー記念競走優勝馬」https://www.nankankeiba.com/win_uma/27.do